# Bryan Bouffier
Bryan Bouffier, (nacido el 1 de diciembre de 1978 en Die), es un piloto de rally francés, que ha competido en varios campeonatos como el Campeonato Mundial de Rally, el IRC, el Campeonato de Europa de Rally y el Campeonato de Francia de Rally. Obtuvo el campeonato de Francia en 2010 con un Peugeot 207 S2000. Posteriormente fue piloto oficial de Peugeot durante su participación en el IRC en 2011 marca con la que obtuvo una victoria, en el Rally de Montecarlo, y cuatro podios. Debutó en el campeonato del mundo en 2007 donde participó de manera esporádica y en 2013 finalizó quinto en Montecarlo, logrando sus primeros puntos en el certamen. Ese mismo año participó en el campeonato de Europa donde logró una victoria, en el Rally de Córcega y tres podios.

## Trayectoria
En 2002, Bouffier ganó el campeonato Volant Peugeot 206. En 2003 se convirtió en piloto oficial de Peugeot Sport y pasó tres años compitiendo en el Campeonato de Francia de Rally en un Peugeot 206 S1600. En 2006 compitió en el Campeonato Europeo de Rally para el equipo Peugeot Sport España, ganando el Rallye d'Antibes Côte d'Azur y terminando quinto del campeonato.
Bouffier ganó tres veces consecutivas el Campeonato de Polonia de Rally en 2007, 2008 y 2009, conduciendo un Peugeot 207 S2000 de Peugeot Sport Polska (2007-2008) y Mitsubishi Lancer Evo IX (2009). En 2010 se convirtió en Campeón de Francia de Rally con el Peugeot 207 S2000.
Bouffier está compitiendo en el Intercontinental Rally Challenge en 2011 con un Peugeot 207 S2000 de Peugeot France. Ganó la primera prueba de la temporada, el Rally de Montecarlo, después de haber subido del séptimo puesto al primero cuando él hizo mejor elección de neumáticos que sus rivales en las nevadas repentinas.

### 2014
En 2014 participó en el Rally de Montecarlo, prueba puntuable para el campeonato del mundo, con un Ford Fiesta RS WRC preparado por M-Sport. Después de liderar parte de la prueba terminó en la segunda plaza por detrás de su compatriota Sébastien Ogier. Además de su primer podio en el mundial, Bouffier logró marcar dos scratch en una prueba que llegó a competir durante uno de los tramos, el noveno, con las notas del François Delecour después de que su copiloto cometiera un error durante los reconocimientos.

## Resultados

### IRC
| Año  | Equipo               | Coche                   | 1       | 2     | 3       | 4     | 5       | 6     | 7       | 8       | 9      | 10     | 11  | 12      | 13  | Posición | Puntos |
| ---- | -------------------- | ----------------------- | ------- | ----- | ------- | ----- | ------- | ----- | ------- | ------- | ------ | ------ | --- | ------- | --- | -------- | ------ |
| 2008 | Peugeot Sport Polska | Peugeot 207 S2000       | EST     | POR   | YPR     | RUS   | MAD     | BCZ 3 | AST     | SAN     | VAL 4  | CHI    |     |         |     | 9º       | 11     |
| 2009 | Bryan Bouffier       | Proton Satria Neo S2000 | MON     | CUR   | KEN     | AZO   | YPR     | RUS   | MAD     | BCZ Ret | AST    | SAN    | ESC |         |     | -        | 0      |
| 2010 | Tommi Mäkinen Racing | Subaru Impreza WRX STi  | MON Ret |       |         |       |         |       |         |         |        |        |     |         |     | -        | 0      |
| 2010 | Bryan Bouffier       | Peugeot 207 S2000       |         | CUR   | ARG     | CAN   | CER     | YPR   | AZO     | MAD     | BCZ 10 | SAN 12 | ESC | CYP Ret |     | -        | 0      |
| 2011 | Peugeot France       | Peugeot 207 S2000       | MON 1   | CAN 7 | COR Ret | PYA 2 | YPR DSQ | AZO 4 | ZLN Ret | MEC 4   | SAN 3  | ESC 3  |     |         |     | 6º       | 110.5  |
| 2012 | Bryan Bouffier       | Peugeot 207 S2000       | AZO 3   | CAN   | IRL     | COR 4 | TAF     | YPR   | SAM     | RUM     | BCZ    | PYA    | SLV |         |     | 12º      | 27     |
| 2012 | Bryan Bouffier       | Peugeot 208 R2          |         |       |         |       |         |       |         |         |        |        |     | SAN 15  | CYP | 12º      | 27     |

### Campeonato de Europa de Rally
| Año  | Equipo         | Coche             | 1     | 2       | 3     | 4       | 5     | 6     | 7       | 8   | 9   | 10  | 11    | 12  | Posic. | Puntos |
| ---- | -------------- | ----------------- | ----- | ------- | ----- | ------- | ----- | ----- | ------- | --- | --- | --- | ----- | --- | ------ | ------ |
| 2013 | Ateneo         | Peugeot 207 S2000 | AUT 2 | LIE     | CAN   | AZO DNS | COR 1 | YPR 2 | RUM Ret | BCZ | POL | CRO | SAN   | VAL | 3º     | 99     |
| 2014 | Bryan Bouffier | Citroën DS3 RRC   | JAN   | LIE Ret | GRE 2 |         |       |       |         |     |     |     |       |     | 7º     | 61     |
| 2014 | Bryan Bouffier | Ford Fiesta RRC   |       |         |       | IRL     | AZO   | YPR   | EST     | ZLI | CHI | VAL | COR 2 |     | 7º     | 61     |

### Campeonato Mundial de Rally
| Año  | Equipo               | Coche              | 1      | 2   | 3   | 4      | 5   | 6   | 7      | 8       | 9   | 10    | 11  | 12  | 13  | 14  | 15  | 16  | Posic. | Puntos |
| ---- | -------------------- | ------------------ | ------ | --- | --- | ------ | --- | --- | ------ | ------- | --- | ----- | --- | --- | --- | --- | --- | --- | ------ | ------ |
| 2007 | PH Sport             | Citroën C2 R2      | MON    | SWE | NOR | MEX    | POR | ARG | ITA 29 | GRE     | FIN | GER   | NZL | ESP | FRA | JPN | IRE | GBR | -      | 0      |
| 2012 | Bryan Bouffier       | Peugeot 207 S2000  | MON 15 | SWE | MEX | POR    | ARG | GRE | NZL    | FIN     | DEU | GBR   | FRA | ITA | ESP |     |     |     | -      | 0      |
| 2013 | Bryan Bouffier       | Citroën DS3 WRC    | MON 5  |     |     |        |     |     |        |         |     |       |     |     |     |     |     |     | 14º    | 10     |
| 2013 | Bryan Bouffier       | Citroën DS3 R3T    |        | SWE | MEX | POR 13 | ARG | GRE | ITA 31 | FIN     | DEU | AUS   | FRA | ESP | GBR |     |     |     | 14º    | 10     |
| 2014 | M-Sport Ltd.         | Ford Fiesta RS WRC | MON 2  | SWE | MEX | POR    | ARG | ITA |        |         |     |       |     |     |     |     |     |     | 12º    | 20     |
| 2014 | M-Sport Ltd.         | Ford Fiesta R5     |        |     |     |        |     |     | POL 14 |         |     |       |     |     |     |     |     |     | 12º    | 20     |
| 2014 | Hyundai Motorsport N | Hyundai i20 WRC    |        |     |     |        |     |     |        | DEU Ret | AUS | FRA 9 | ESP | GBR |     |     |     |     | 12º    | 20     |